# 香港新移民
香港新移民，又稱為新來港定居人士，現時在香港一般語境中，從中國內地移居香港，到香港定居者。現時內地人士來港居住途徑包括申請單程證、優秀人才入境計劃、輸入內地人才計劃及非本地畢業生留港或回港就業安排等，但有關新移民的政策和討論，一般僅涵蓋持單程證來港定居且未滿7年人士。

## 歷史

### 英属香港時期
- 1949年時值中華人民共和國成立，中國共產黨在中國大陸展开大跃进、三反五反等运动，造成大饥荒，死亡人数超过千万。总路线、大跃进和人民公社化三项政策的执行是导致在1958-1962年大饥荒的直接原因，期间高达3200-4100万人被饿死[3][4]。历史学家冯客称“胁迫、恐吓、系统性暴力构筑了大跃进的基础”、“人类历史上最大规模的一次的大屠杀”[5][6]。中國大陸部分民眾為了逃避这些共產黨的人为灾难，以及逃避中國共產黨政府的政治迫害，除了移往中華民國政府管轄的台灣之外，也逃难到香港，史稱「逃港潮」。這也是現在香港人的主要來源（不少香港人在此時期逃到香港）。
- 1960年代，中國大陸文化大革命爆發，因其时间长达十年之久，故也随后被称为“十年动乱”[7][8]或“十年浩劫”[9][10]。在此期间又有一波大陸人逃避中共迫害，南下香港避禍。
- 1974年11月香港政府實施抵壘政策，中國大陸偷渡者凡抵達香港市區，都能取得香港身份證，亦確認早前逃港者合法居留，政策至1980年10月23日結束。
- 1982年，港英政府與中國政府達成協議，議定由內地來港定居者須持內地政府簽發的單程證，配額為每日75個[11]。
- 1993年，單程證配額由每日75人增至每日105人。
- 1995年，單程證配額再由每日105人增至每日150人至今。

### 香港特區時期
- 1997年香港主權移交後，中國內地居民能繼續透过《基本法》第二十四條第二款第（三）項所確立的永久居留權與已移居香港的子女、配偶團聚、照顧無依靠父母、親屬或繼承產業等方式申請單程證移居香港。然而，一些新移民因為不能在港自給自足、依賴社會福利、學歷低、生活習慣存在差異、語言不通等原因難以融入香港社會。此外，部分本土香港人也指責新移民不願意融入香港社會，继续使用自己的母語或普通話，濫用福利和入侵香港文化，甚至稱新移民為「蝗蟲」。[12]

## 稱呼
由中國大陸赴香港定居的新移民又稱為「新香港人」，部分本土派貶稱新移民為「蝗蟲」。「新香港人」此詞彙源自於中國《人民日報》於2013年10月發表的文章，文章聲稱香港700萬的人口當中，超過40%為新香港人，而這群人已經成為了香港的「中流砥柱」。

## 融入社會情況
部分新移民能够慢慢融入香港社会，不过也有部份新移民由於文化背景和社會風貌、生活習慣的差異，不太容易融入香港社会，甚至與本土香港人發生衝突。香港本土派認為「新移民」來港拿取福利，對社會無貢獻，批評他們是「蝗蟲」。有些民意調查顯示不少新移民感到被歧視，以及某程度上感到自己不被接納。如2014年9月至2015年1月香港教育學院所作的調查結果，指55%新移民感到被香港人歧視、香港社區組織協會在2016年7月至9月訪問300多名新移民的調查發現，89.9%受訪者無論有沒有親身受過歧視，都認為香港存在歧視新移民的情況，比2014年高大約5%，49%表示在就業過程中受到歧視，導致工作時工作量較多、工資較低等，另有25.3%表示歧視令他們封閉自己，變得不願接觸社會，也有11.7%受訪表示新移民子女被同學或朋友排擠。
因此，有不少团体帮助新移民更好地适应香港生活，融入主流社会，例如：香港社区组织协会、新家园协会等。根据香港新家园协会提供的数据可见，香港回归20年来，香港新移民超過100万人。香港新家园协会先后设立了紧急援助基金、职业培训中心等。目前，香港新家园协会会员逾13万，接受服务人次超过140万。

### 粵語和繁體字
一般而言，金融行業的香港新移民對粵語較沒興趣。2007年，讯汇集团副總裁阮期瑗寫道「1993年初，我來到香港定居。入鄉隨俗，和所有的新移民一樣，我面對的第一個問題便是語言關。在我的潛意識裏，普通話是規範語言，廣東話難聽又難懂，從心底裏排斥廣東話，從來也沒有下功夫學講廣東話。」需要面對香港客戶的服務業，學習廣東話的動力則較大。。
按香港法例第五章《法定語文條例》所規定之香港法定語文為中文和英文，但無指明是何種中文語言及文字，大多數香港華人使用粵語和繁體字，並以英語為第二語言。1997年後，香港政府推行「兩文三語」政策，即提倡學習中文和英文，以及講廣東話、普通話和英語，官方網站設有繁體中文、英文及簡體中文版本，又在學校教育上推廣普通話，資助及推行普通話教中文等，曾有政府部門刊文称粤语不是香港人的母语，被批評是矮化粵語，政府的舉動進一步引起香港人的不滿，加劇了港陸矛盾。

## 身份認同和政治取態情況
香港中文大學香港亞太研究所公共政策研究中心所做的調查發現新移民身份認同情形與其居港年期呈正比。調查詢問內地出生香港學生對「中國人／香港人／兩者皆是」身份的認同度和他們支持「本土派」的機率。結果發現選擇「香港人」身份的中國內地出生學生在居港9年或以上後，比例從約9%大增至約33%；選擇「中國人／兩者皆是」身份的中國內地出生學生在居港9年或以上後則降至約67%。在政治上，73.7%的內地出生香港學生無明確政治傾向，與香港出生學生有約65.9%無明確政治傾向大致相當；而有政治傾向者，無論內地出生還是香港出生學生，支持泛民與本土派的比例均遠大於建制派。
| 身份／政治取態   | 香港出生學生 | 中國內地出生學生 居港1至8年 | 中國內地出生學生 居港9年或以上 |
| ---------------- | ------------ | --------------------------- | ------------------------------ |
| 香港人           | 54.5%        | 9.7%                        | 33.2%                          |
| 中國人／兩者皆是 | 45.5%        | 90.3%                       | 66.8%                          |
| 無明確政治傾向   | 65.9%        | 76.5%                       | 73.7%                          |
| 支持建制派       | 2.4%         | 3.0%                        | 1.1%                           |
| 支持泛民         | 11.7%        | 13.6%                       | 8.4%                           |
| 支持本土派       | 20.1%        | 6.8%                        | 16.8%                          |

## 福利政策
本來香港絕大部份社會福利（如綜援、公屋等）都要求只有定居香港滿七年的香港永久居民才可申請，但現時部分成為一些從事低薪行業及無工作（有不少為照顧子女的家庭主婦）的新移民賴以維生的途徑。
2003年，當時政府面對財赤壓力，時任社會福利署署長林郑月娥表示居港未夠7年之新移民有7萬人領取綜援，她承認比例偏高，對公共財政構成壓力，稱「社會應該廣泛討論有否需要改變現時來香港住滿一年，就可以申請綜援的做法」。又指會研究新來港人士申領綜援資格的限制，但須在社會作廣泛討論。
2013年12月17日，香港終審法院據社區組織協會的上訴，在裁定綜援申請前要居港七年的期限違反香港基本法（第三十六條規定香港居民有依法享受社會福利的權利），引起社會關注，被認為將會導致這項社會福利被新移民任意申請或濫用。
根據2017年《內地新來港定居人士的統計數字》，該年单程证新移民中有47%，即逾2萬人首年入戶公屋單位。